# Shandon Anderson
Shandon Rodriguez Anderson (ur. 31 grudnia 1973 w Atlancie) – amerykański koszykarz, występujący na pozycjach obrońcy oraz skrzydłowego, mistrz NBA z 2006 roku.
Jest młodszym bratem Williego Andersona, który ma za sobą występy w barwach Spurs, Raptors, Knicks, Heat.

## Osiągnięcia
NBA
- Mistrz NBA (2006)[1]